# Liste der Mühlen an der Weismain und der Krassach
Im Gebiet der heutigen Stadt Weismain und der Gemeinde Altenkunstadt war das Mühlwesen jahrhundertelang ein wichtiger Wirtschaftszweig. Die Mühlen befanden sich überwiegend an den beiden Flüssen Weismain und Krassach, die bei Woffendorf zusammenfließen. Die folgende Tabelle gibt Auskunft über die Mühlen und ihren Erhaltungszustand im Weismainer und Altenkunstadter Gemeindebezirk. Sie ist geordnet nach der Lage der Mühlen von der Quelle bis zur Mündung der beiden Flüsse. Sofern die Mühlen heute noch erhalten sind, dienen sie meist als private Wohnhäuser, im Falle der Schrepfersmühle zudem als Gastwirtschaft und Biergarten.

## Hintergrund

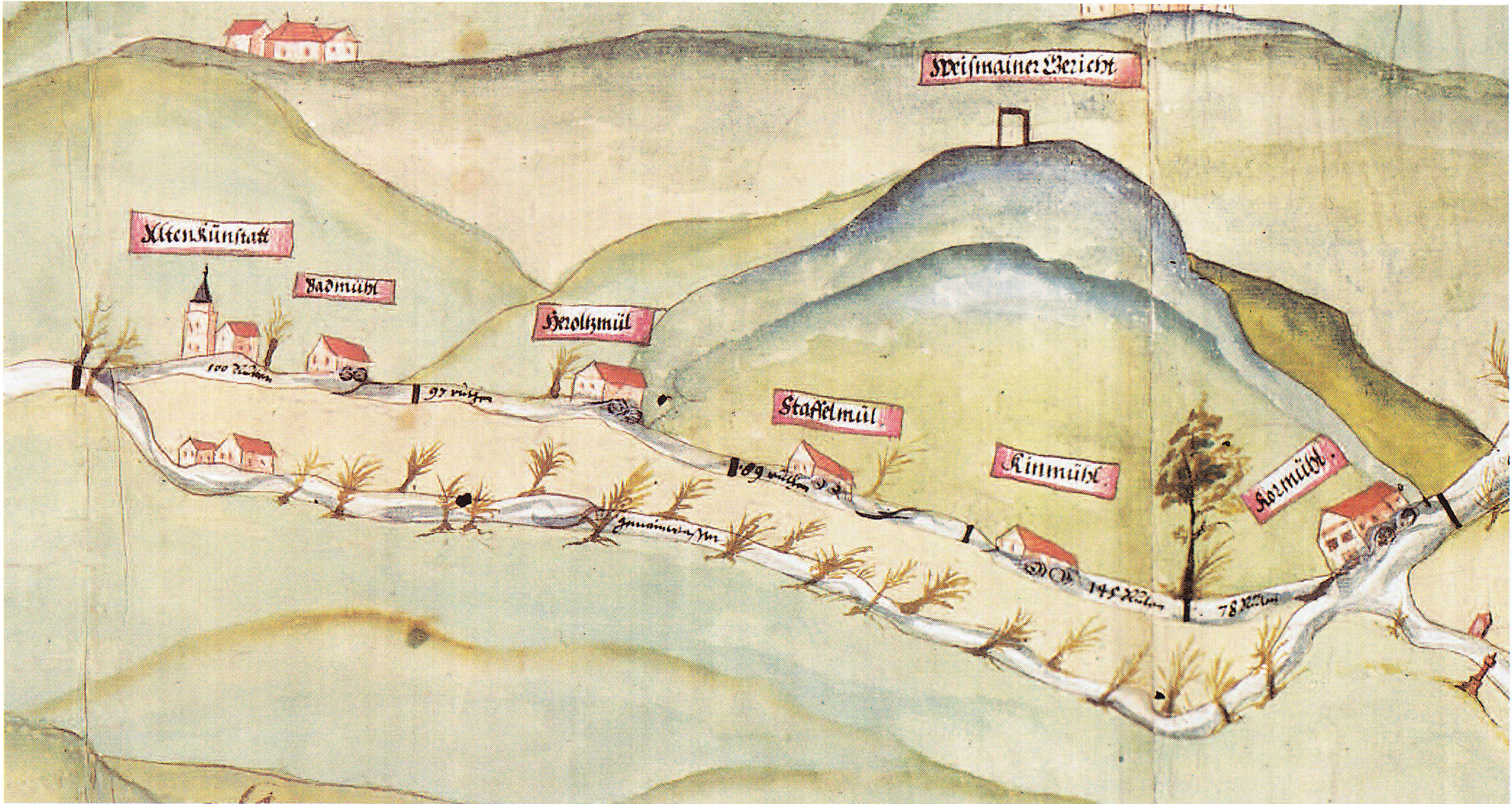
Die fünf Altenkunstadter Mühlen auf einer Karte um 1600

Wasserbetriebene Mühlen zum Getreidemahlen waren bereits im 1. Jahrhundert vor Christus bekannt und spätestens seit dem Jahr 754 auch im Gebiet des heutigen Bayern. Die älteste Mühle in der näheren Umgebung von Weismain, in der Fränkischen Schweiz, befindet sich in Pottenstein und stammt aus dem Jahr 970. Verstärkt kam der Mühlenbau an oberfränkischen Bächen und Flüssen aber erst mit der Gründung des Erzbistums Bamberg im Jahr 1007 auf. Ab dem Jahre 1400 ist erneut ein starker Zuwachs an Mühlbetrieben in Oberfranken dokumentiert.
Aus Weismain sind die ersten Mühlennennungen aus dem Jahr 1323 oder 1328 aus einem Urbar eines Bamberger Bischofs bekannt. Zu diesem Zeitpunkt gab es in der Stadt mit der Stadtmühle, der Kastenmühle und der Mittelmühle drei Mühlen, die teilweise schon seit der Stadtgründung existiert haben dürften. Ebenso gehörte damals die Rohrmühle zum Besitz der Stadt Weismain, die im 19. Jahrhundert Altenkunstadt zugeschlagen wurde.
Mit der „Rohrmuel“ wurde bereits 1180, gut 140 Jahre vor der ersten Weismainer Mühle, eine Mühle im Altenkunstadter Raum urkundlich bezeugt. Die insgesamt fünf Altenkunstadter Mühlen wurden alle entlang des etwa 4 km langen Altenkunstadter Mühlbachs errichtet. Dieser, auch Kastenwasser genannte, künstliche Flussarm wurde im Hoch- oder Spätmittelalter im Auftrag des Klosters Langheim angelegt, um der Gefährdung durch Hochwasser des aus Westen kommenden Kapellenbachs entgegenzuwirken.
In Aufzeichnungen der Altgemeinde Kleinziegenfeld wurden für das Jahr 1822 drei Getreidemühlen (Stoffelsmühle, Schwarzmühle und Bienleinsmühle), eine Schleif-, eine Schneid- und eine Papiermühle dokumentiert. Insgesamt gab es im Gebiet der heutigen Stadt Weismain 18 Mühlen, die je über einen bis fünf Mahlgänge verfügten und als Getreide-, Schneid-, Papier- Malz-, Walk-, Loh-, Öl- und Schleifmühle arbeiteten. Eine Besonderheit war die Hammerschmiede-Mühle, die weithin die einzige Mühle war, in der ein Waffenschmied arbeitete.

## Mühlen an der Weismain
| Name                     | Typ                                                                  | Erhaltungszustand | Beschreibung | Lage                            | Bild                      |
| ------------------------ | -------------------------------------------------------------------- | --- | --- | ------------------------------- | ------------------------- |
| Stoffelsmühle            | Getreidemühle                                                        | Vollständig erhalten                                                                                                 | Die Stoffelsmühle stammt vermutlich aus dem 16. Jahrhundert, der erste gesicherte Nachweis stützt sich aber auf die Jahreszahl „1793“ in ihrem Türstock. Nach einem Wolkenbruch im Jahr 1887, der durch seine enormen Wassermassen die Mühlanlage zerstörte, wurde der Betrieb eingestellt. Bis in die 1970er Jahre diente die Mühle als Wagnerei und Tischlerei. Sie befindet sich heute in Privatbesitz. Neben einer Wohnung befinden sich in der Mühle auch Ferienwohnungen. | 50° 1′ 19,9″ N, 11° 11′ 57,7″ O | weitere Bilder            |
| Ehrhardsmühle            | Getreide- und Schneidmühle                                           | Grundmauern sowie Teile des Erdgeschosses und Teile des Antriebssystems noch erhalten                                | Die Ehrhardsmühle wurde 1593 erstmals erwähnt und spätestens 1894 zum ersten Mal umgebaut. Die Getreidemühle wurde Mitte des 20. Jahrhunderts stillgelegt, das Sägewerk im Jahr 1970. Der Abriss der baufälligen Mühle erfolgte im Jahr 1976. Heute befindet sich rund um die Mühlenruine das in den 1990er Jahren gebaute Sägewerk Ehrhardsmühle. | 50° 1′ 34,7″ N, 11° 11′ 46,5″ O | weitere Bilder            |
| Schwarzmühle             | Getreide- und Schneidmühle                                           | Bis auf ein Nebengebäude vollständig erhalten                                                                        | Die Schwarzmühle wurde 1728 erbaut und bis 1930 betrieben. Ihr waren mehrere Nebengebäude angegliedert, von denen nur das der Schneidmühle abgerissen wurde. Heute ist sie in Privatbesitz und dient als Wohnhaus. | 50° 1′ 35,4″ N, 11° 11′ 56,3″ O | weitere Bilder            |
| Bienleinsmühle           | Getreidemühle                                                        | Lediglich Wehr und gemauerter Mühlkanal mit Wasserfall sind erhalten                                                 | Die Bienleinsmühle wurde vermutlich Mitte des 18. Jahrhunderts errichtet, das genaue Jahr und damit das Alter der Mühle sind unbekannt. Erstmals erwähnt wurde sie 1769. Sie verfügte über zahlreiche Nebengebäude und wurde Anfang des 20. Jahrhunderts stillgelegt. Wegen des fortschreitenden Verfalls wurde sie 1961/1962 abgerissen. Das letzte Gebäude wurde 1997 abgetragen. | 50° 1′ 40,1″ N, 11° 12′ 1,9″ O  | weitere Bilder            |
| Hammerschmiede           | Waffenhammer                                                         | Lediglich Wehr und Grundmauerreste sind erhalten                                                                     | Die Hammerschmiede befand sich südöstlich des Heideknocks zwischen Bienleinsmühle und Schrepfersmühle. Wann sie erbaut wurde, ist nicht bekannt. Mit dem Beiwort Waffen- im Namen, sind nicht nur Kriegsgerätschaften, sondern auch „(kleine) Werkzeuge von Eisen“ gemeint. Im Grundsteuerkataster der Gemeinde Kleinziegenfeld von 1853 wurde die Mühle als „Waffenhammer“, bestehend aus „Waffenschmiede mit Wohnhaus, Hofraith, Kohlplatz, Backofen und einem Garten“ bezeichnet. Gerichtlich gehörte sie zum Freiherrlich von Schaumbergischen Patrimonialgericht in Kleinziegenfeld und besaß von den Freiherren von Schaumberg die Waffen- und Schmiedegerechtigkeit, also das Recht, eine Waffenschmiede zu führen. Die Hammerschmiede war mit zwei unterschlächtigen Wasserrädern ausgestattet, welche die beiden Hammerwerke antrieben. Einer der wenigen, schriftlich überlieferten Müller der Mühle war Anfang des 19. Jahrhunderts der 1782 geborene Michael Voit, „so genannter Waffenschmied von Geierberg bey Fichtelberg“, der in einer Urkunde im Jahr 1808 erwähnt wurde. Von ihm oder seinen Nachfolgern (darunter um 1826 Adam Teuzer und bis spätestens August 1834 Anton Deuzer/Tewzer) wurde das Turmkreuz der Mariahilf-Kapelle in Kleinziegenfeld geschmiedet. Nach sechsjähriger Verpachtung wurde das Anwesen am 17. März 1841 versteigert. Im Januar 1856 wurde das Anwesen erneut verpachtet. 1877 bestand das Anwesen aus einem Wohnhaus mit Wirtschaftsgebäuden, bewohnt von sieben katholischen Personen, die der Pfarrei Stadelhofen angehörten (1864 noch 8 Personen, ab 1871 7Personen). Die Mühle wurde 1887 von ihrem letzten Besitzer, einem Bäcker, abgerissen. | 50° 1′ 59,1″ N, 11° 12′ 9,4″ O  |                           |
| Schrepfersmühle          | Papiermühle und Wasserwerk                                           | Mühlengebäude nicht mehr erhalten, nur noch das als Nebengebäude errichtete Wasserwerk                               | Die Schrepfersmühle wurde 1736/1737 erbaut. Bis 1813 wechselten häufig die Besitzer, bis die Mühle von Johann Schrepfer übernommen wurde. 1832 ließ er direkt gegenüber der Mühle auf dem anderen Bachufer eine neue Mühle errichten. Der Mühlbetrieb wurde mit dem Tod von Johanns Sohn Georg Schrepfer im Jahr 1879 eingestellt. Im Jahr 1907 wurde auf dem Platz der ersten Mühle ein Wasserwerk erbaut, das heute als Gastwirtschaft und Biergarten ausgebaut und überregional bekannt ist. | 50° 2′ 19,4″ N, 11° 12′ 30,8″ O | weitere Bilder            |
| Weihersmühle             | Getreide- und Schneidmühle                                           | Mühlengebäude mit mehreren Nebengebäuden und einem Wasserrad erhalten                                                | Die Weihersmühle wurde erstmals 1336 erwähnt und lief spätestens nach einem Umbau im Jahr 1448 als Getreidemühle. Im Spätmittelalter und der Frühen Neuzeit war die Mühle mehrmals in Streit um das Brau- und Schankrecht in der Gegend verwickelt, obwohl beide Rechte der Mühle offiziell verliehen worden waren. Der Gasthof Zur Forelle wurde 1798 gebaut und bis 2011 betrieben; das Mühlgebäude dient als privates Wohnhaus mit Ferienwohnungen. | 50° 2′ 30,9″ N, 11° 13′ 0,4″ O  | weitere Bilder            |
| Waßmannsmühle            | Papier- und Getreidemühle                                            | Papiermühlengebäude nicht mehr erhalten, nur noch das als Landgasthof erbaute Nebengebäude (ehemalige Getreidemühle) | Die Waßmannsmühle wurde vermutlich bereits vor 1600 errichtet, zweifelsfrei belegt ist sie seit 1624. Zuerst unter dem Namen Untere Papiermühle bekannt, erhielt sie mit der Übernahme des Betriebs durch die Würzburger Papiermacherfamilie Waßmann ihren heutigen Namen. Die Mühle war bis zum Betriebsende in der zweiten Hälfte des 19. Jahrhunderts überregional für ihr qualitativ hochwertiges Papier bekannt. Nachdem das Mühlgebäude 1930 abgebrannt war, ist ein lange Zeit als Landgasthof genutztes Nebengebäude, in dem auch ein Getreidemahlgang untergebracht war, der letzte größere Rest der Mühlenanlage. | 50° 3′ 5,2″ N, 11° 13′ 46,4″ O  | weitere Bilder            |
| Schammendorfer Mühle     | Getreidemühle                                                        | Mühlgebäude mit funktionstüchtigem Mahlwerk und Mahlstube, aber ohne Wasserrad erhalten                              | Die Schammendorfer Mühle wurde spätestens 1733 erbaut und gehörte bis 1803 zum Kloster Langheim. In den 1970er Jahren wurde der Betrieb eingestellt und die Mühle fortan nur noch als privates Wohnhaus genutzt. | 50° 3′ 36,6″ N, 11° 13′ 9″ O    | weitere Bilder            |
| Biebermühle (Stadtmühle) | Getreidemühle                                                        | Vollständig abgegangen                                                                                               | Die ehemalige Bieber- oder Stadtmühle galt bis zu ihrem Abriss nach 1962 als die älteste Mühlenanlage der Stadt Weismain. Vermutlich ist sie mit der 1328 erwähnten „Mühle am Markt“ identisch. Das Wasser der Mühle kam durch einen eigens für sie angelegten Mühlgraben, der unter der Stadtmauer hindurch ins Stadtinnere geleitet wurde. Die Lage innerhalb der Stadtmauern sicherte die Versorgung der Bürgerschaft mit Mehl auch in Belagerungszeiten. Mitte des 16. Jahrhunderts wurde die Mühle neu erbaut und verfügte 1588 über „fünf Wasserräder für zwei Getreidegänge, einen Malz-, einen Walk- und Lohgang sowie eine Ölmühle […]“. Im Jahr 1769 waren nur noch die Getreidegänge und der Walkgang aktiv, 1864 hingegen wieder vier Wasserräder unbekannter Funktion. 1923 waren drei Wasserräder im Einsatz, die jedoch im darauffolgenden Jahr durch eine Turbine ersetzt wurden. Die Mühle wurde Mitte des 20. Jahrhunderts abgerissen. An ihrem Standort befindet sich ein privates Wohnhaus. Beim Mühlengebäude handelte es sich um einen zweigeschossigen Satteldachbau des 18. Jahrhunderts, aufgesetzt auf einem mittelalterlichen massiven Kern. Nördlich schloss sich ein zweigeschossiger Walmdachbau an. | 50° 5′ 2″ N, 11° 14′ 16,4″ O    |                           |
| Neumühle                 | Getreidemühle und Wollspinnerei                                      | Das Mühlgebäude aus dem 18. Jahrhundert ist vollständig mit Wasserrad erhalten                                       | Die Neumühle wurde im 17. Jahrhundert errichtet und gilt als die Mühle mit der ältesten erhaltenen Bausubstanz in Weismain. Ursprünglich als Getreidemühle errichtet, diente sie Mitte des 19. Jahrhunderts als Wollspinnerei, bis der Mahlbetrieb zur Jahrhundertwende wieder aufgenommen wurde. Sie befindet sich heute als Wohnhaus in Privatbesitz. | 50° 5′ 5″ N, 11° 14′ 15,6″ O    | Bild gesucht BW           |
| Förstmühle               | Getreidemühle                                                        | Mühlgebäude bis auf das Wasserrad erhalten                                                                           | Die Förstmühle wurde erstmals 1595 erwähnt. Sie wurde im Dreißigjährigen Krieg zerstört und danach wieder aufgebaut. Bis zum Betriebsende im Jahr 1990 wurde sie mehrmals aus- und umgebaut. Sie erhielt Mitte des 20. Jahrhunderts eine Turbine zur Stromerzeugung. Das Mühlgebäude ist heute ein Wohnhaus. | 50° 5′ 7,6″ N, 11° 14′ 19,4″ O  |                           |
| Hundschich Mühle         | Anfangs vermutlich Getreidemühle, später Öl-, Walk- und Schleifmühle | Vollständig abgegangen                                                                                               | Wann und von wem die Mühle errichtet wurde, ist unbekannt. 1537 erhielt der wohlhabende Weismainer Bürger Moritz Neydecker die ehemalige, in Folge von Hochwasserschäden eingegangene Mühle als Lehen und ließ sie in den Folgejahren als Öl-, Walk- und Schleifmühle neu errichten. Unklar ist, ob der Schleifgang zum Schneiden oder Schleifen von Steinen, wie z. B. für Wetzsteine, oder zum Schleifen eiserner Werkzeuge diente. Das genaue Gründungsjahr der Mühle sowie das Jahr ihres Verschwindens können nicht mehr festgestellt werden. | 50° 5′ 10,7″ N, 11° 14′ 20,7″ O |                           |
| Rohrmühle                | Getreide- und Schneidmühle                                           | Vollständig abgegangen                                                                                               | Die Mühle wurde erstmals mit dem Erwerb durch das Kloster Langheim im Jahr 1180 urkundlich genannt. Nach einem Brand wurde die Mühle im Jahr 1729 neu errichtet. Nach einem erneuten Brand im Jahr 1973 wurde sie abgerissen. Wenige Jahre später wurde dort das Altenkunstadter Schul- und Sportzentrum errichtet. | 50° 7′ 5,2″ N, 11° 13′ 59,9″ O  |                           |
| Kienmühle                | Getreide- und Schneidmühle                                           | Vollständig erhalten                                                                                                 | Erstmals erwähnt wurde die Mühle als „Kienmuel“ im Jahr 1414. Zeitweise auch als Getreidedrescherei benutzt, wird ein Nebengebäude der Mühle heute im Familienbesitz als Sägewerk geführt. | 50° 7′ 19,1″ N, 11° 14′ 20,2″ O | Nebengebäude mit Sägewerk |
| Steffelmühle             | Getreide- und Schneidmühle                                           | Vollständig erhalten                                                                                                 | Die Mühle wurde erstmals als „Stevelmuel“ im ältesten langheimer Urbar aus dem Jahr 1390 genannt. Der Besitzer war zeitweise auch mit der Betreuung des örtlichen Galgens betraut. Die Mühle musste aufgrund wirtschaftlicher Probleme im März 1852 Insolvenz anmelden. Der Käufer nutzte die Mühle als Spinn- und Tuchfabrik, womit die Industrialisierung in Altenkunstadt begann. 1883 wurde die Firma in Wollspinnerei und Färberwärkstätte umbenannt und von den Erben bis 1909 weitergeführt. Von 1913 bis 1919 war in der Mühle eine Holzwollefabrik untergebracht. Der Erbe des Holzwollfabrikanten richtete auf dem Gelände eine Porzellanfabrik ein, die noch nach zwischenzeitlicher Insolvenz und Besitzerwechsel im Jahr 1930 weitergeführt wird. | 50° 7′ 22,8″ N, 11° 14′ 32,8″ O | Bild gesucht BW           |
| Neumühle                 | Getreide-, Loh-, Walk- und Schneidmühle                              | Vollständig erhalten                                                                                                 | Erstmals erwähnt wurde sie im ältesten langheimer Urbar aus dem Jahr 1390 als „Muenchmuel“. Im Dreißigjährigen Krieg brannte die Mühle nieder und wurde im 18. Jahrhundert neu errichtet. Bis heute verfügt sich über ein großes hölzernes Wasserrad das durch den Altenkunstadter Mühlbach gespeist wird. | 50° 7′ 25,6″ N, 11° 14′ 40,2″ O | weitere Bilder            |
| Badmühle                 | Getreidemühle                                                        | Vollständig erhalten                                                                                                 | Die älteste Aufzeichnung über die Badmühle, als „muel bey der badstuben“, befindet sich im langheimer Urbar aus dem Jahr 1390. Lange Zeit mit drei Wasserrädern und drei Mahlgängen ausgestattet, verfügte die Mühle um 1900 nur noch über ein unterschlächtiges Zuppinger-Rad, das 1934 durch eine leistungsfähigere Francis-Turbine ersetzt wurde. Der Mühlenbetrieb wurde bis in die 1970er Jahre aufrechterhalten. Seitdem dient die Turbine der Stromerzeugung und die Mühle als Wohnhaus. Bei einem Brand im Jahr 2008 wurden einige Nebengebäude zerstört. | 50° 7′ 22,8″ N, 11° 14′ 32,8″ O | weitere Bilder            |

## Mühlen an der Krassach
| Name             | Typ                             | Erhaltungszustand                                                                                 | Beschreibung | Lage                            | Bild           |
| ---------------- | ------------------------------- | ------------------------------------------------------------------------------------------------- | --- | ------------------------------- | -------------- |
| Herbstmühle      | Getreide- und Ölmühle           | Vollständig mit Nebengebäuden, jedoch ohne Wasserrad erhalten                                     | Wann die Herbstmühle erbaut wurde, ist unklar. Der erste gesicherte Nachweis stammt aus dem Jahr 1801, es wird jedoch ein deutlich höheres Alter angenommen. 1914 wurden die drei Wasserräder durch eine Turbine ersetzt, mit der die Mühle bis 1974 betrieben werden konnte. Gleichzeitig hatte sie bereits Anfang des 20. Jahrhunderts die Stromerzeugung für den Eigenbedarf ermöglicht. Die Mühle beherbergt heutzutage ein kleines Mühlen- und Technikmuseum und in einem Nebengebäude befindet sich eine Unterkunft der Kulmbacher Bergwachtsektion. Die Mühle ist in Privatbesitz und dient als Wohnhaus. | 50° 3′ 24,2″ N, 11° 15′ 26,4″ O | weitere Bilder |
| Krassacher Mühle | Getreide-, Öl- und Schneidmühle | Getreide-/Ölmühlgebäude sowie diverse Nebengebäude sind erhalten; die Schneidmühle ist abgegangen | Die Krassacher Mühle wurde erstmals 1286 erwähnt. Bis zum Neubau im Jahr 1799 sind jedoch kaum geschichtliche Fakten überliefert. Spätestens ab diesem Zeitpunkt verfügte die Mühle über zahlreiche Nebengebäude. Das Sägewerk wurde Anfang des 20. Jahrhunderts abgerissen, die Wasserräder wurden 1925 durch eine Turbine ersetzt. Danach wurde der Mühlbetrieb eingestellt und nur noch Strom für den Eigenbedarf der fortan als Wohngebäude genutzten Mühle produziert. | 50° 3′ 50,6″ N, 11° 15′ 7″ O    | weitere Bilder |
| Niestener Mühle  | Getreidemühle                   | Vollständig erhalten                                                                              | Die Niestener Mühle wurde im 16. Jahrhundert erbaut und 1593 für 600 Gulden vom Bamberger Fürstbischof an einen weltlichen Herrn verkauft. Zum Anwesen gehörten auch kleine Ländereien und einige Nebengebäude. Der Mühlbetrieb wurde 1920 eingestellt. Ab 1925 diente die Mühle mehrere Jahrzehnte lang als Wandererpension; sie wird heute als privates Wohnhaus genutzt. | 50° 4′ 27,5″ N, 11° 15′ 27″ O   | weitere Bilder |
| Kastenmühle      | Getreide- und Schneidmühle      | Vollständig erhalten                                                                              | Die Kastenmühle wurde spätestens 1445 errichtet und 1615 neu erbaut, wobei die Anzahl der Mühlräder auf fünf erhöht wurde. Die Mühle wurde bis 1989 betrieben und verfügt heute über eine Turbine zur Stromerzeugung für den Eigenbedarf der als Wohnhaus genutzten Mühle. Von 1989 bis 2000 befand sich auf dem Mühlengelände ein Sägewerk. | 50° 5′ 8,7″ N, 11° 14′ 34,9″ O  |                |